# Wuhan Yangtze River Football Club
El Wuhan Yangtze River Football Club (en chino: 武汉足球俱乐部), anteriormente llamado Wuhan Football Club, fue un equipo de fútbol chino ubicado en la ciudad de Wuhan. El club fue disuelto el 23 de enero del 2023.
El equipo tuvo su sede en Wuhan, Hubei, su estadio es el Wuhan Five Rings Sports Center y tuvo un aforo de 22 140 aficionados. Su accionista mayoritario fue la sociedad de inversión Wuhan Zall Desarrollo Holding Co. Ltd.
El club fue fundado en 2009 después de la retirada y luego la disolución de su predecesor Wuhan Guanggu de la liga después de que el club tuvo una disputa con la Asociación de Fútbol de China sobre su comportamiento en el campo. La asociación de fútbol de la provincia de Hubei decidió ayudar a formar un nuevo equipo con los jugadores, principalmente de los antiguos equipos juveniles Wuhan Guanggu y Hubei. Entraron en el inicio de la campaña de la liga 2009 en la parte inferior de la pirámide de la liga de fútbol profesional de China en el tercer nivel. El equipo logró el ascenso a la Superliga de China 2013 después de llegar subcampeón en el 2012 de la Primera Liga y pasó sólo una temporada en la máxima categoría.

## Historia
El Wuhan fue fundado en febrero de 2009 bajo el nombre de Hubei Greenery F.C. después de que su predecesor, Wuhan Guanggu, se retiró de la máxima categoría por causa del castigo injusto en octubre de 2008, después de que el club tuvo una disputa con la Asociación China de Fútbol por el comportamiento del club contra el Beijing Guoan el 27 de septiembre de 2008, partido de liga donde una riña estalló. Debido a su retirada no pudieron registrarse y participar en ningún torneo profesional chino, sin embargo, la asociación de fútbol de la provincia de Hubei decidió, debido a la falta de representación de cualquier equipo dentro del sistema de la liga de fútbol que les ayudara a crear un nuevo club para representar Hubei, utilizar el U-19 de Wuhan, así como el juvenil de Hubei como la base para la escuadra. Posteriormente, se dio la creación del nuevo conjunto  el 26 de febrero de 2009, cuando el Wuhan Zall fue oficialmente registrado en sí dentro de la asociación de fútbol de China y comenzó en la parte inferior del sistema profesional en el tercer nivel. El club mostraría su inusual fuerza en profundidad a través de la sección regional de la campaña de la liga y entrar en las finales de play-off donde perdieron su único partido de la temporada ante el Hunan Billows FC en penaltis. A pesar de la derrota, el club ganaría el ascenso a la segunda división y fortalecería su equipo, ya que se recompraron los contratos de varios jugadores del Wuhan Guanggu que no se vendieron en forma permanente fuera.
Con el club de la segunda división irían a través de un período de inversión conjunta de varias partes hasta que el 14 de diciembre de 2011 el Wuhan Zall Desarrollo Holding Co. Ltd. vio tomar posesión del equipo y cambiar el nombre de ellos a Wuhan Zall Football Club, así como cambiar los colores representativos de vuelta a naranja, que eran los mismos de los clubes predecesores . En un principio, los nuevos propietarios vieron la lucha durante toda la temporada de la liga de 2012 y decidieron destituir al gerente existente José Carlos de Oliveira y reemplazarlo por Zheng Xiong de forma provisional. A medida que la temporada fue transcurriendo los resultados mejoraron considerablemente bajo el mando de Zheng Xiong, a quien se le dio un contrato a tiempo completo antes de guiar al Wuhan Zall al segundo lugar dentro del torneo y al ascenso a la Superliga de China. El 29 de enero de 2020, debido a la pandemia por coronavirus que tuvo Wuhan como epicentro, el club se marchó a Marbella, España, para estar más seguros allí, aunque volverían el 19 de abril, al haber pasado lo peor de la pandemia en Wuhan y también debido a la situación en España.

## Palmarés
- Primera Liga China: 1

2018

## Jugadores

### Plantilla 2020

#### Altas y bajas 2020
| Altas          | Altas          | Altas             | Altas          | Altas       |
| Jugador        | Posición       | Procedencia       | Tipo           | Costo       |
| -------------- | -------------- | ----------------- | -------------- | ----------- |
| Eddy Gnahoré   | Centrocampista | Amiens            | Cesión.        | --          |
| Hu Jinghang    | Delantero      | Shanghai SIPG     | Cesión.        | --          |
| Daniel Carriço | Defensa        | Sevilla           | Traspaso.      | €3.000.000. |
| Kang Zhenjie   | Delantero      | Jiangxi Liansheng | Fin de cesión. | --          |

| Bajas          | Bajas          | Bajas           | Bajas            | Bajas |
| Jugador        | Posición       | Destino         | Tipo             | Costo |
| -------------- | -------------- | --------------- | ---------------- | ----- |
| Stéphane M'Bia | Centrocampista | Agente libre    | Fin de contrato. | --    |
| Chang Feiya    | Centrocampista | Guangzhou R&F   | Fin de cesión.   | --    |
| Guo Tianyu     | Delantero      | Shandong Luneng | Fin de cesión.   | --    |
| Chen Yuhao     | Defensa        | Zhejiang Yiteng | Fin de cesión.   | --    |

## Entrenadores
- Li Jun (2009–10)
- Li Xiao (2011)
- Jose Carlos de Oliveira (2011–12)
- Zheng Xiong (2012 – abril de 2013)
- Ljubiša Tumbaković (abril de 2013 – agosto de 2013)
- Wang Jun (agosto de 2013 – diciembre de 2013)
- Dražen Besek (diciembre de 2013 – septiembre de 2014)
- Zheng Bin (septiembre de 2014 – julio de 2015)
- Zheng Xiong (julio de 2015 – junio de 2016)
- Ciro Ferrara (julio de 2016 – marzo de 2017)
- Tang Yaodong (2017-?)[12]
- Li Tie (2017-2020)[13]
- José González (2020)
- Li Xiaopeng (2020-act.)